# Tour de França de 2019
El Tour de França de 2019 fou la 106a edició del Tour de França i es va disputar entre el 6 i el 28 de juliol de 2019. La carrera formava part de l'UCI World Tour 2019. La cursa va començar a la capital de Bèlgica, Brussel·les, per celebrar els 50 anys de la primera victòria d'Eddy Merckx al Tour, mentre el final fou a París, després d'un recorregut de 3.329 quilòmetres. La cursa va formar part de l'UCI World Tour 2019.
El vencedor final fou el colombià Egan Bernal (Team Ineos), que superà en la classificació general al gal·lès Geraint Thomas (Ineos) i al neerlandès Steven Kruijswijk (Team Jumbo-Visma). Egan Bernal es convertí en el primer ciclista colombià i sud-americà en guanyar el Tour de França, alhora que guany+a la classificació dels joves. Bernal es vestí amb el mallot groc dos dies abans de la finalització de la cursa, tot substituint al capdavant de la classificació a Julian Alaphilippe (Deceuninck-Quick Step). Bernal, amb tan sols 22 anys, es convertí en el ciclista més jove en guanyar la cursa des del 1909.

## Equips
Al Tour de França, en tant que prova World Tour, hi prenen part els 18 equips World Tour i l'organitzador convida quatre equips continentals professionals per acabar de completar els 22 equips, tres de francesos i un de belga.
| WorldTeams (18)- AG2R La Mondiale - Astana - Bahrain-Merida - Bora-hansgrohe - CCC Team - Deceuninck-Quick Step - Dimension Data - EF Education First - Groupama-FDJ - Team Jumbo-Visma - Katusha-Alpecin - Lotto Soudal - Mitchelton-Scott - Movistar Team - Ineos - Team Sunweb - Trek-Segafredo - UAE Team Emirates Equips continentals professionals (4)- Arkéa-Samsic - Cofidis, Solutions Crédits - Total Direct Énergie - Wanty-Groupe Gobert |
| |

## Etapes
| Etapa     | Data         | Ciutats d'etapa                            | type                      | Distància (km) | Vencedor de l'etapa  | Líder de la general |
| --------- | ------------ | ------------------------------------------ | ------------------------- | -------------- | -------------------- | ------------------- |
| 1a etapa  | 6 de jul     | Brussel·les – Brussel·les                  | etapa plana               | 194,5          | Mike Teunissen       | Mike Teunissen      |
| 2a etapa  | 7 de jul     | Brussel·les – Brussel·les                  | contrarellotge per equips | 27,6           | Team Jumbo-Visma     | Mike Teunissen      |
| 3a etapa  | 8 de jul     | Binche – Épernay                           | etapa accidentada         | 215            | Julian Alaphilippe   | Julian Alaphilippe  |
| 4a etapa  | 9 de jul     | Reims – Nancy                              | etapa plana               | 213,5          | Elia Viviani         | Julian Alaphilippe  |
| 5a etapa  | 10 de jul    | Saint-Dié-des-Vosges – Colmar              | etapa accidentada         | 175,5          | Peter Sagan          | Julian Alaphilippe  |
| 6a etapa  | 11 de jul    | Mülhausen – Planche des Belles Filles      | etapa de muntanya         | 160,5          | Dylan Teuns          | Giulio Ciccone      |
| 7a etapa  | 12 de jul    | Belfort – Chalon-sur-Saône                 | etapa plana               | 230            | Dylan Groenewegen    | Giulio Ciccone      |
| 8a etapa  | 13 de jul    | Mâcon – Saint-Étienne                      | etapa accidentada         | 200            | Thomas De Gendt      | Julian Alaphilippe  |
| 9a etapa  | 14 de jul    | Saint-Étienne – Briude                     | etapa accidentada         | 170,5          | Daryl Impey          | Julian Alaphilippe  |
| 10a etapa | 15 de jul    | Sant Flor – Albi                           | etapa plana               | 217,5          | Wout van Aert        | Julian Alaphilippe  |
|           | 16 de juliol | Dia de descans                             | Dia de descans            |                |                      |                     |
| 11a etapa | 17 de jul    | Albi – Tolosa                              | etapa plana               | 167            | Caleb Ewan           | Julian Alaphilippe  |
| 12a etapa | 18 de jul    | Tolosa – Banhèras de Bigòrra               | etapa de muntanya         | 209,5          | Simon Yates          | Julian Alaphilippe  |
| 13a etapa | 19 de jul    | Pau – Pau                                  | contrarellotge individual | 27,2           | Julian Alaphilippe   | Julian Alaphilippe  |
| 14a etapa | 20 de jul    | Tarba – Coll del Tourmalet                 | etapa de muntanya         | 117,5          | Thibaut Pinot        | Julian Alaphilippe  |
| 15a etapa | 21 de jul    | Limós – Foix                               | etapa de muntanya         | 185            | Simon Yates          | Julian Alaphilippe  |
|           | 22 de juliol | Dia de descans                             | Dia de descans            |                |                      |                     |
| 16a etapa | 23 de jul    | Nimes – Nimes                              | etapa plana               | 177            | Caleb Ewan           | Julian Alaphilippe  |
| 17a etapa | 24 de jul    | pont del Gard – Gap                        | etapa accidentada         | 200            | Matteo Trentin       | Julian Alaphilippe  |
| 18a etapa | 25 de jul    | Ambrun – Valloire                          | etapa de muntanya         | 208            | Nairo Quintana Rojas | Julian Alaphilippe  |
| 19a etapa | 26 de jul    | Saint-Jean-de-Maurienne – coll de l'Iseran | etapa de muntanya         | 89             | etapa neutralitzada  | Egan Bernal Gómez   |
| 20a etapa | 27 de jul    | Albertville – Val Thorens                  | etapa de muntanya         | 59,5           | Vincenzo Nibali      | Egan Bernal Gómez   |
| 21a etapa | 28 de jul    | Rambouillet – París                        | etapa plana               | 128            | Caleb Ewan           | Egan Bernal Gómez   |

## Classificacions finals

### Classificació general
| \| Classificació general \| Classificació general \| Classificació general \| Classificació general \| Classificació general \| \| Corredor \| Corredor \| Equip \| Temps \| \| \| --------------------- \| --------------------------- \| -------------------------- \| --------------------- \| --------------------- \| \| 1r \| Egan Bernal Gómez \| Team Ineos \| 82h 57' 00" \| \| \| 2n \| Geraint Thomas \| Team Ineos \| + 1' 11" \| \| \| 3r \| Steven Kruijswijk \| Team Jumbo-Visma \| + 1' 31" \| \| \| 4t \| Emanuel Buchmann \| Bora-Hansgrohe \| + 1' 56" \| \| \| 5è \| Julian Alaphilippe \| Deceuninck-Quick Step \| + 4' 05" \| \| \| 6è \| Mikel Landa Meana \| Movistar Team \| + 4' 23" \| \| \| 7è \| Rigoberto Urán \| EF Education First \| + 5' 15" \| \| \| 8è \| Nairo Quintana Rojas \| Movistar Team \| + 5' 30" \| \| \| 9è \| Alejandro Valverde Belmonte \| Movistar Team \| + 6' 12" \| \| \| 10è \| Warren Barguil \| Arkéa-Samsic \| + 7' 32" \| \| \| 11è \| Richie Porte \| Trek-Segafredo \| + 12' 42" \| \| \| 12è \| Guillaume Martin \| Wanty-Gobert \| + 22' 08" \| \| \| 13è \| David Gaudu \| Groupama-FDJ \| + 23' 58" \| \| \| 14è \| Fabio Aru \| UAE Team Emirates \| + 27' 36" \| \| \| 15è \| Romain Bardet \| AG2R La Mondiale \| + 30' 23" \| \| \| 16è \| Roman Kreuziger \| Dimension Data \| + 36' 09" \| \| \| 17è \| Sébastien Reichenbach \| Groupama-FDJ \| + 44' 29" \| \| \| 18è \| Daniel Martin \| UAE Team Emirates \| + 45' 21" \| \| \| 19è \| Aleksei Lutsenko \| Astana \| + 48' 52" \| \| \| 20è \| Jesús Herrada López \| Cofidis, Solutions Crédits \| + 51' 57" \| \| \| 21è \| Xandro Meurisse \| Wanty-Gobert \| + 56' 47" \| \| \| 22è \| Enric Mas Nicolau \| Deceuninck-Quick Step \| + 58' 20" \| \| \| 23è \| Laurens De Plus \| Team Jumbo-Visma \| + 1h 02' 44" \| \| \| 24è \| George Bennett \| Team Jumbo-Visma \| + 1h 04' 40" \| \| \| 25è \| Gregor Mühlberger \| Bora-Hansgrohe \| + 1h 04' 40" \| \| |                             |                            |              |
| |                             |                            |              |
| Font: ProCyclingStats |                             |                            |              |
| Classificació general |                             |                            |              |
| Corredor | Corredor                    | Equip                      | Temps        |
| 1r | Egan Bernal Gómez           | Team Ineos                 | 82h 57' 00"  |
| 2n | Geraint Thomas              | Team Ineos                 | + 1' 11"     |
| 3r | Steven Kruijswijk           | Team Jumbo-Visma           | + 1' 31"     |
| 4t | Emanuel Buchmann            | Bora-Hansgrohe             | + 1' 56"     |
| 5è | Julian Alaphilippe          | Deceuninck-Quick Step      | + 4' 05"     |
| 6è | Mikel Landa Meana           | Movistar Team              | + 4' 23"     |
| 7è | Rigoberto Urán              | EF Education First         | + 5' 15"     |
| 8è | Nairo Quintana Rojas        | Movistar Team              | + 5' 30"     |
| 9è | Alejandro Valverde Belmonte | Movistar Team              | + 6' 12"     |
| 10è | Warren Barguil              | Arkéa-Samsic               | + 7' 32"     |
| 11è | Richie Porte                | Trek-Segafredo             | + 12' 42"    |
| 12è | Guillaume Martin            | Wanty-Gobert               | + 22' 08"    |
| 13è | David Gaudu                 | Groupama-FDJ               | + 23' 58"    |
| 14è | Fabio Aru                   | UAE Team Emirates          | + 27' 36"    |
| 15è | Romain Bardet               | AG2R La Mondiale           | + 30' 23"    |
| 16è | Roman Kreuziger             | Dimension Data             | + 36' 09"    |
| 17è | Sébastien Reichenbach       | Groupama-FDJ               | + 44' 29"    |
| 18è | Daniel Martin               | UAE Team Emirates          | + 45' 21"    |
| 19è | Aleksei Lutsenko            | Astana                     | + 48' 52"    |
| 20è | Jesús Herrada López         | Cofidis, Solutions Crédits | + 51' 57"    |
| 21è | Xandro Meurisse             | Wanty-Gobert               | + 56' 47"    |
| 22è | Enric Mas Nicolau           | Deceuninck-Quick Step      | + 58' 20"    |
| 23è | Laurens De Plus             | Team Jumbo-Visma           | + 1h 02' 44" |
| 24è | George Bennett              | Team Jumbo-Visma           | + 1h 04' 40" |
| 25è | Gregor Mühlberger           | Bora-Hansgrohe             | + 1h 04' 40" |

### Classificacions secundàries
| Classificació per punts | Classificació per punts | Classificació per punts | Classificació per punts | Classificació per punts |
| Corredor                | Corredor                | Equip                   | Punts                   |                         |
| ----------------------- | ----------------------- | ----------------------- | ----------------------- | ----------------------- |
| 1r                      | Peter Sagan             | Bora-Hansgrohe          | 316 pts                 |                         |
| 2n                      | Caleb Ewan              | Lotto-Soudal            | 248 pts                 |                         |
| 3r                      | Elia Viviani            | Deceuninck-Quick Step   | 224 pts                 |                         |
| 4t                      | Sonny Colbrelli         | Bahrain-Merida          | 209 pts                 |                         |
| 5è                      | Michael Matthews        | Team Sunweb             | 201 pts                 |                         |
| 6è                      | Matteo Trentin          | Mitchelton-Scott        | 192 pts                 |                         |
| 7è                      | Jasper Stuyven          | Trek-Segafredo          | 167 pts                 |                         |
| 8è                      | Greg Van Avermaet       | CCC Team                | 149 pts                 |                         |
| 9è                      | Dylan Groenewegen       | Team Jumbo-Visma        | 146 pts                 |                         |
| 10è                     | Julian Alaphilippe      | Deceuninck-Quick Step   | 119 pts                 |                         |

| Classificació per punts | Classificació per punts | Classificació per punts | Classificació per punts | Classificació per punts |
| Corredor                | Corredor                | Equip                   | Punts                   |                         |
| ----------------------- | ----------------------- | ----------------------- | ----------------------- | ----------------------- |
| 1r                      | Peter Sagan             | Bora-Hansgrohe          | 316 pts                 |                         |
| 2n                      | Caleb Ewan              | Lotto-Soudal            | 248 pts                 |                         |
| 3r                      | Elia Viviani            | Deceuninck-Quick Step   | 224 pts                 |                         |
| 4t                      | Sonny Colbrelli         | Bahrain-Merida          | 209 pts                 |                         |
| 5è                      | Michael Matthews        | Team Sunweb             | 201 pts                 |                         |
| 6è                      | Matteo Trentin          | Mitchelton-Scott        | 192 pts                 |                         |
| 7è                      | Jasper Stuyven          | Trek-Segafredo          | 167 pts                 |                         |
| 8è                      | Greg Van Avermaet       | CCC Team                | 149 pts                 |                         |
| 9è                      | Dylan Groenewegen       | Team Jumbo-Visma        | 146 pts                 |                         |
| 10è                     | Julian Alaphilippe      | Deceuninck-Quick Step   | 119 pts                 |                         |

| Classificació de la muntanya | Classificació de la muntanya | Classificació de la muntanya | Classificació de la muntanya | Classificació de la muntanya |
| Corredor                     | Corredor                     | Equip                        | Punts                        |                              |
| ---------------------------- | ---------------------------- | ---------------------------- | ---------------------------- | ---------------------------- |
| 1r                           | Romain Bardet                | AG2R La Mondiale             | 86 pts                       |                              |
| 2n                           | Egan Bernal Gómez            | Team Ineos                   | 78 pts                       |                              |
| 3r                           | Tim Wellens                  | Lotto-Soudal                 | 75 pts                       |                              |
| 4t                           | Damiano Caruso               | Bahrain-Merida               | 67 pts                       |                              |
| 5è                           | Vincenzo Nibali              | Bahrain-Merida               | 59 pts                       |                              |
| 6è                           | Simon Yates                  | Mitchelton-Scott             | 59 pts                       |                              |
| 7è                           | Nairo Quintana Rojas         | Movistar Team                | 58 pts                       |                              |
| 8è                           | Aleksei Lutsenko             | Astana                       | 45 pts                       |                              |
| 9è                           | Steven Kruijswijk            | Team Jumbo-Visma             | 44 pts                       |                              |
| 10è                          | Mikel Landa Meana            | Movistar Team                | 42 pts                       |                              |

| Classificació de la muntanya | Classificació de la muntanya | Classificació de la muntanya | Classificació de la muntanya | Classificació de la muntanya |
| Corredor                     | Corredor                     | Equip                        | Punts                        |                              |
| ---------------------------- | ---------------------------- | ---------------------------- | ---------------------------- | ---------------------------- |
| 1r                           | Romain Bardet                | AG2R La Mondiale             | 86 pts                       |                              |
| 2n                           | Egan Bernal Gómez            | Team Ineos                   | 78 pts                       |                              |
| 3r                           | Tim Wellens                  | Lotto-Soudal                 | 75 pts                       |                              |
| 4t                           | Damiano Caruso               | Bahrain-Merida               | 67 pts                       |                              |
| 5è                           | Vincenzo Nibali              | Bahrain-Merida               | 59 pts                       |                              |
| 6è                           | Simon Yates                  | Mitchelton-Scott             | 59 pts                       |                              |
| 7è                           | Nairo Quintana Rojas         | Movistar Team                | 58 pts                       |                              |
| 8è                           | Aleksei Lutsenko             | Astana                       | 45 pts                       |                              |
| 9è                           | Steven Kruijswijk            | Team Jumbo-Visma             | 44 pts                       |                              |
| 10è                          | Mikel Landa Meana            | Movistar Team                | 42 pts                       |                              |

| Classificació del millor jove | Classificació del millor jove | Classificació del millor jove | Classificació del millor jove | Classificació del millor jove |
| Corredor                      | Corredor                      | Equip                         | Temps                         |                               |
| ----------------------------- | ----------------------------- | ----------------------------- | ----------------------------- | ----------------------------- |
| 1r                            | Egan Bernal Gómez             | Team Ineos                    | 82h 57' 00"                   |                               |
| 2n                            | David Gaudu                   | Groupama-FDJ                  | + 23' 58"                     |                               |
| 3r                            | Enric Mas Nicolau             | Deceuninck-Quick Step         | + 58' 20"                     |                               |
| 4t                            | Laurens De Plus               | Team Jumbo-Visma              | + 1h 02' 44"                  |                               |
| 5è                            | Gregor Mühlberger             | Bora-Hansgrohe                | + 1h 04' 40"                  |                               |
| 6è                            | Giulio Ciccone                | Trek-Segafredo                | + 1h 20' 49"                  |                               |
| 7è                            | Lennard Kämna                 | Team Sunweb                   | + 1h 39' 36"                  |                               |
| 8è                            | Tiesj Benoot                  | Lotto-Soudal                  | + 2h 07' 28"                  |                               |
| 9è                            | Nils Politt                   | Katusha-Alpecin               | + 2h 14' 28"                  |                               |
| 10è                           | Élie Gesbert                  | Arkéa-Samsic                  | + 2h 33' 02"                  |                               |

| Classificació del millor jove | Classificació del millor jove | Classificació del millor jove | Classificació del millor jove | Classificació del millor jove |
| Corredor                      | Corredor                      | Equip                         | Temps                         |                               |
| ----------------------------- | ----------------------------- | ----------------------------- | ----------------------------- | ----------------------------- |
| 1r                            | Egan Bernal Gómez             | Team Ineos                    | 82h 57' 00"                   |                               |
| 2n                            | David Gaudu                   | Groupama-FDJ                  | + 23' 58"                     |                               |
| 3r                            | Enric Mas Nicolau             | Deceuninck-Quick Step         | + 58' 20"                     |                               |
| 4t                            | Laurens De Plus               | Team Jumbo-Visma              | + 1h 02' 44"                  |                               |
| 5è                            | Gregor Mühlberger             | Bora-Hansgrohe                | + 1h 04' 40"                  |                               |
| 6è                            | Giulio Ciccone                | Trek-Segafredo                | + 1h 20' 49"                  |                               |
| 7è                            | Lennard Kämna                 | Team Sunweb                   | + 1h 39' 36"                  |                               |
| 8è                            | Tiesj Benoot                  | Lotto-Soudal                  | + 2h 07' 28"                  |                               |
| 9è                            | Nils Politt                   | Katusha-Alpecin               | + 2h 14' 28"                  |                               |
| 10è                           | Élie Gesbert                  | Arkéa-Samsic                  | + 2h 33' 02"                  |                               |

| Classificació per equips | Classificació per equips | Classificació per equips | Classificació per equips |
| Equip                    | Equip                    | Temps                    |                          |
| ------------------------ | ------------------------ | ------------------------ | ------------------------ |
| 1r                       | Movistar Team            | 248h 58' 15"             |                          |
| 2n                       | Trek-Segafredo           | + 47' 54"                |                          |
| 3r                       | Ineos                    | + 57' 52"                |                          |
| 4t                       | EF Education First       | + 1h 25' 57"             |                          |
| 5è                       | Bora-hansgrohe           | + 1h 29' 30"             |                          |
| 6è                       | Groupama-FDJ             | + 1h 42' 29"             |                          |
| 7è                       | Team Jumbo-Visma         | + 1h 52' 55"             |                          |
| 8è                       | AG2R La Mondiale         | + 2h 08' 17"             |                          |
| 9è                       | UAE Team Emirates        | + 2h 10' 32"             |                          |
| 10è                      | Astana                   | + 2h 27' 37"             |                          |

| Classificació per equips | Classificació per equips | Classificació per equips | Classificació per equips |
| Equip                    | Equip                    | Temps                    |                          |
| ------------------------ | ------------------------ | ------------------------ | ------------------------ |
| 1r                       | Movistar Team            | 248h 58' 15"             |                          |
| 2n                       | Trek-Segafredo           | + 47' 54"                |                          |
| 3r                       | Ineos                    | + 57' 52"                |                          |
| 4t                       | EF Education First       | + 1h 25' 57"             |                          |
| 5è                       | Bora-hansgrohe           | + 1h 29' 30"             |                          |
| 6è                       | Groupama-FDJ             | + 1h 42' 29"             |                          |
| 7è                       | Team Jumbo-Visma         | + 1h 52' 55"             |                          |
| 8è                       | AG2R La Mondiale         | + 2h 08' 17"             |                          |
| 9è                       | UAE Team Emirates        | + 2h 10' 32"             |                          |
| 10è                      | Astana                   | + 2h 27' 37"             |                          |

## Líders de les classificacions
| Etapa | Vencedor            | Classificació general | Classificació per punts | Classificació de muntanya | Classificació jove | Classificació per equips | Premi de la combativitat |
| ----- | ------------------- | --------------------- | ----------------------- | ------------------------- | ------------------ | ------------------------ | ------------------------ |
| 1     | Mike Teunissen      | Mike Teunissen        | Mike Teunissen          | Greg Van Avermaet         | Caleb Ewan         | Team Jumbo-Visma         | Stéphane Rossetto        |
| 2     | Team Jumbo-Visma    | Mike Teunissen        | Mike Teunissen          | Greg Van Avermaet         | Wout van Aert      | Team Jumbo-Visma         | -                        |
| 3     | Julian Alaphilippe  | Julian Alaphilippe    | Peter Sagan             | Tim Wellens               | Wout van Aert      | Team Jumbo-Visma         | Tim Wellens              |
| 4     | Elia Viviani        | Julian Alaphilippe    | Peter Sagan             | Tim Wellens               | Wout van Aert      | Team Jumbo-Visma         | Michael Schär            |
| 5     | Peter Sagan         | Julian Alaphilippe    | Peter Sagan             | Tim Wellens               | Wout van Aert      | Team Jumbo-Visma         | Toms Skujins             |
| 6     | Dylan Teuns         | Julian Alaphilippe    | Peter Sagan             | Tim Wellens               | Wout van Aert      | Trek-Segafredo           | Tim Wellens              |
| 7     | Dylan Groenewegen   | Julian Alaphilippe    | Peter Sagan             | Tim Wellens               | Wout van Aert      | Trek-Segafredo           | Yoann Offredo            |
| 8     | Thomas De Gendt     | Julian Alaphilippe    | Peter Sagan             | Tim Wellens               | Wout van Aert      | Trek-Segafredo           | Thomas De Gendt          |
| 9     | Daryl Impey         | Julian Alaphilippe    | Peter Sagan             | Tim Wellens               | Wout van Aert      | Trek-Segafredo           | Tiesj Benoot             |
| 10    | Wout Van Aert       | Julian Alaphilippe    | Peter Sagan             | Tim Wellens               | Wout van Aert      | Movistar                 | Natnael Berhane          |
| 11    | Caleb Ewan          | Julian Alaphilippe    | Peter Sagan             | Tim Wellens               | Egan Bernal        | Movistar                 | Aimé De Gendt            |
| 12    | Simon Yates         | Julian Alaphilippe    | Peter Sagan             | Tim Wellens               | Egan Bernal        | Trek-Segafredo           | Matteo Trentin           |
| 13    | Julian Alaphilippe  | Julian Alaphilippe    | Peter Sagan             | Tim Wellens               | Enric Mas          | Trek-Segafredo           | -                        |
| 14    | Thibaut Pinot       | Julian Alaphilippe    | Peter Sagan             | Tim Wellens               | Egan Bernal        | Movistar                 | Elie Gesbert             |
| 15    | Simon Yates         | Julian Alaphilippe    | Peter Sagan             | Tim Wellens               | Egan Bernal        | Movistar                 | Mikel Landa Meana        |
| 16    | Caleb Ewan          | Julian Alaphilippe    | Peter Sagan             | Tim Wellens               | Egan Bernal        | Movistar                 | Alexis Gougeard          |
| 17    | Matteo Trentin      | Julian Alaphilippe    | Peter Sagan             | Tim Wellens               | Egan Bernal        | Trek-Segafredo           | Matteo Trentin           |
| 18    | Nairo Quintana      | Julian Alaphilippe    | Peter Sagan             | Romain Bardet             | Egan Bernal        | Movistar                 | Greg Van Avermaet        |
| 19    | Etapa neutralitzada | Egan Bernal           | Peter Sagan             | Romain Bardet             | Egan Bernal        | Movistar                 | -                        |
| 20    | Vincenzo Nibali     | Egan Bernal           | Peter Sagan             | Romain Bardet             | Egan Bernal        | Movistar                 | Vincenzo Nibali          |
| 21    | Caleb Ewan          | Egan Bernal           | Peter Sagan             | Romain Bardet             | Egan Bernal        | Movistar                 | Julian Alaphilippe       |
| Final | Final               | Egan Bernal           | Peter Sagan             | Romain Bardet             | Egan Bernal        | Movistar                 | Julian Alaphilippe       |

## Participants
| Team Ineos INS | Team Ineos INS                             | Team Ineos INS |
| -------------- | ------------------------------------------ | -------------- |
| Núm            | Ciclista                                   | Pos            |
| 1              | Geraint Thomas (GBR)                       | 2n             |
| 2              | Egan Bernal Gómez (COL)                    | 1r             |
| 3              | Jonathan Castroviejo Nicolás (ESP) (crono) | 50è            |
| 4              | Michał Kwiatkowski (POL)                   | 83è            |
| 5              | Gianni Moscon (ITA)                        | 84è            |
| 6              | Wout Poels (NED)                           | 26è            |
| 7              | Luke Rowe (GBR)                            | DQ-17          |
| 8              | Dylan van Baarle (NED)                     | 46è            |

| Bora-Hansgrohe BOH | Bora-Hansgrohe BOH                 | Bora-Hansgrohe BOH |
| ------------------ | ---------------------------------- | ------------------ |
| Núm                | Ciclista                           | Pos                |
| 11                 | Peter Sagan (SVK)                  | 82è                |
| 12                 | Emanuel Buchmann (GER)             | 4t                 |
| 13                 | Marcus Burghardt (GER)             | 141è               |
| 14                 | Patrick Konrad (AUT) (ruta)        | 35è                |
| 15                 | Gregor Mühlberger (AUT)            | 25è                |
| 16                 | Daniel Oss (ITA)                   | 89è                |
| 17                 | Lukas Pöstlberger (AUT)            | NP-18              |
| 18                 | Maximilian Schachmann (GER) (ruta) | NP-14              |

| Deceuninck-Quick Step DQT | Deceuninck-Quick Step DQT                    | Deceuninck-Quick Step DQT |
| ------------------------- | -------------------------------------------- | ------------------------- |
| Núm                       | Ciclista                                     | Pos                       |
| 21                        | Julian Alaphilippe (FRA)                     | 5è                        |
| 22                        | Kasper Asgreen (DEN) (crono)                 | 122è                      |
| 23                        | Dries Devenyns (BEL)                         | 97è                       |
| 24                        | Yves Lampaert (BEL)                          | 133è                      |
| 25                        | Enric Mas Nicolau (ESP)                      | 22è                       |
| 26                        | Michael Mørkøv (DEN) (ruta)                  | 152è                      |
| 27                        | Maximiliano Richeze Araquistain (ARG) (ruta) | 149è                      |
| 28                        | Elia Viviani (ITA)                           | 130è                      |

| AG2R La Mondiale ALM | AG2R La Mondiale ALM    | AG2R La Mondiale ALM |
| -------------------- | ----------------------- | -------------------- |
| Núm                  | Ciclista                | Pos                  |
| 31                   | Romain Bardet (FRA)     | 15è                  |
| 32                   | Mikaël Cherel (FRA)     | 34è                  |
| 33                   | Benoît Cosnefroy (FRA)  | 113è                 |
| 34                   | Mathias Frank (SUI)     | 48è                  |
| 35                   | Tony Gallopin (FRA)     | 56è                  |
| 36                   | Alexis Gougeard (FRA)   | 115è                 |
| 37                   | Oliver Naesen (BEL)     | 68è                  |
| 38                   | Alexis Vuillermoz (FRA) | 41è                  |

| Bahrain-Merida TBM | Bahrain-Merida TBM         | Bahrain-Merida TBM |
| ------------------ | -------------------------- | ------------------ |
| Núm                | Ciclista                   | Pos                |
| 41                 | Vincenzo Nibali (ITA)      | 39è                |
| 42                 | Damiano Caruso (ITA)       | 58è                |
| 43                 | Sonny Colbrelli (ITA)      | 85è                |
| 44                 | Rohan Dennis (AUS) (crono) | DNF-12             |
| 45                 | Iván García Cortina (ESP)  | 114è               |
| 46                 | Matej Mohorič (SLO)        | 119è               |
| 47                 | Dylan Teuns (BEL)          | 44è                |
| 48                 | Jan Tratnik (SLO)          | 93è                |

| Groupama-FDJ GFC | Groupama-FDJ GFC                   | Groupama-FDJ GFC |
| ---------------- | ---------------------------------- | ---------------- |
| Núm              | Ciclista                           | Pos              |
| 51               | Thibaut Pinot (FRA)                | DNF-19           |
| 52               | William Bonnet (FRA)               | 143è             |
| 53               | David Gaudu (FRA)                  | 13è              |
| 54               | Stefan Küng (SUI) (crono)          | 96è              |
| 55               | Mathieu Ladagnous (FRA)            | 126è             |
| 56               | Rudy Molard (FRA)                  | 33è              |
| 57               | Sébastien Reichenbach (SUI) (ruta) | 17è              |
| 58               | Anthony Roux (FRA)                 | 102è             |

| Movistar Team MOV | Movistar Team MOV                        | Movistar Team MOV |
| ----------------- | ---------------------------------------- | ----------------- |
| Núm               | Ciclista                                 | Pos               |
| 61                | Nairo Quintana Rojas (COL)               | 8è                |
| 62                | Alejandro Valverde Belmonte (ESP) (ruta) | 9è                |
| 63                | Andrey Amador Bikkazakova (CRC)          | 55è               |
| 64                | Imanol Erviti Ollo (ESP)                 | 99è               |
| 65                | Mikel Landa Meana (ESP)                  | 6è                |
| 66                | Nélson Oliveira (POR)                    | 79è               |
| 67                | Marc Soler i Giménez (ESP)               | 37è               |
| 68                | Carlos Verona Quintanilla (ESP)          | 105è              |

| Astana AST | Astana AST                            | Astana AST |
| ---------- | ------------------------------------- | ---------- |
| Núm        | Ciclista                              | Pos        |
| 71         | Jakob Fuglsang (DEN)                  | DNF-16     |
| 72         | Peio Bilbao López de Armentia (ESP)   | 54è        |
| 73         | Omar Fraile Matarranz (ESP)           | 71è        |
| 74         | Hugo Houle (CAN)                      | 91è        |
| 75         | Gorka Izagirre Insausti (ESP)         | 42è        |
| 76         | Aleksei Lutsenko (KAZ) (ruta i crono) | 19è        |
| 77         | Magnus Cort Nielsen (DEN)             | 104è       |
| 78         | Luis León Sánchez Gil (ESP)           | NP-17      |

| Team Jumbo-Visma TJV | Team Jumbo-Visma TJV               | Team Jumbo-Visma TJV |
| -------------------- | ---------------------------------- | -------------------- |
| Núm                  | Ciclista                           | Pos                  |
| 81                   | Steven Kruijswijk (NED)            | 3r                   |
| 82                   | George Bennett (NZL)               | 24è                  |
| 83                   | Laurens De Plus (BEL)              | 23è                  |
| 84                   | Dylan Groenewegen (NED)            | 145è                 |
| 85                   | Amund Grøndahl Jansen (NOR) (ruta) | 140è                 |
| 86                   | Tony Martin (GER) (crono)          | DQ-17                |
| 87                   | Mike Teunissen (NED)               | 101è                 |
| 88                   | Wout van Aert (BEL) (crono)        | DNF-13               |

| EF Education First EF1 | EF Education First EF1    | EF Education First EF1 |
| ---------------------- | ------------------------- | ---------------------- |
| Núm                    | Ciclista                  | Pos                    |
| 91                     | Rigoberto Urán (COL)      | 7è                     |
| 92                     | Alberto Bettiol (ITA)     | 69è                    |
| 93                     | Simon Clarke (AUS)        | 61è                    |
| 94                     | Tanel Kangert (EST)       | 27è                    |
| 95                     | Sebastian Langeveld (NED) | 155è                   |
| 96                     | Thomas Scully (NZL)       | 135è                   |
| 97                     | Tejay van Garderen (USA)  | NP-8                   |
| 98                     | Michael Woods (CAN)       | 32è                    |

| Mitchelton-Scott MTS | Mitchelton-Scott MTS             | Mitchelton-Scott MTS |
| -------------------- | -------------------------------- | -------------------- |
| Núm                  | Ciclista                         | Pos                  |
| 101                  | Adam Yates (GBR)                 | 29è                  |
| 102                  | Luke Durbridge (AUS) (crono)     | 109è                 |
| 103                  | Jack Haig (AUS)                  | 38è                  |
| 104                  | Michael Hepburn (AUS)            | 146è                 |
| 105                  | Daryl Impey (RSA) (ruta i crono) | 72è                  |
| 106                  | Christopher Juul-Jensen (DEN)    | 112è                 |
| 107                  | Matteo Trentin (ITA) (ruta)      | 52è                  |
| 108                  | Simon Yates (GBR)                | 49è                  |

| CCC Team CCC | CCC Team CCC                | CCC Team CCC |
| ------------ | --------------------------- | ------------ |
| Núm          | Ciclista                    | Pos          |
| 111          | Greg Van Avermaet (BEL)     | 36è          |
| 112          | Patrick Bevin (NZL) (crono) | NP-6         |
| 113          | Alessandro De Marchi (ITA)  | DNF-9        |
| 114          | Simon Geschke (GER)         | 63è          |
| 115          | Serge Pauwels (BEL)         | 77è          |
| 116          | Joey Rosskopf (USA)         | 73è          |
| 117          | Michael Schär (SUI)         | 70è          |
| 118          | Łukasz Wiśniowski (POL)     | 127è         |

| UAE Team Emirates UAD | UAE Team Emirates UAD            | UAE Team Emirates UAD |
| --------------------- | -------------------------------- | --------------------- |
| Núm                   | Ciclista                         | Pos                   |
| 121                   | Daniel Martin (IRL)              | 18è                   |
| 122                   | Fabio Aru (ITA)                  | 14è                   |
| 123                   | Sven Erik Bystrøm (NOR)          | 110è                  |
| 124                   | Rui Alberto Faria da Costa (POR) | 53è                   |
| 125                   | Sergio Henao Montoya (COL)       | 47è                   |
| 126                   | Alexander Kristoff (NOR)         | 139è                  |
| 127                   | Vegard Stake Laengen (NOR)       | 107è                  |
| 128                   | Jasper Philipsen (BEL)           | NP-12                 |

| Trek-Segafredo TFS | Trek-Segafredo TFS         | Trek-Segafredo TFS |
| ------------------ | -------------------------- | ------------------ |
| Núm                | Ciclista                   | Pos                |
| 131                | Richie Porte (AUS)         | 11è                |
| 132                | Julien Bernard (FRA)       | 30è                |
| 133                | Giulio Ciccone (ITA)       | 31è                |
| 134                | Koen de Kort (NED)         | 125è               |
| 135                | Fabio Felline (ITA)        | 65è                |
| 136                | Bauke Mollema (NED)        | 28è                |
| 137                | Toms Skujiņš (LAT) (crono) | 81è                |
| 138                | Jasper Stuyven (BEL)       | 43è                |

| Team Sunweb SUN | Team Sunweb SUN            | Team Sunweb SUN |
| --------------- | -------------------------- | --------------- |
| Núm             | Ciclista                   | Pos             |
| 141             | Michael Matthews (AUS)     | 67è             |
| 142             | Nikias Arndt (GER)         | 116è            |
| 143             | Cees Bol (NED)             | NP-17           |
| 144             | Chad Haga (USA)            | 134è            |
| 145             | Lennard Kämna (GER)        | 40è             |
| 146             | Wilco Kelderman (NED)      | NP-16           |
| 147             | Søren Kragh Andersen (DEN) | NP-18           |
| 148             | Nicolas Roche (IRL)        | 45è             |

| Cofidis, Solutions Crédits COF | Cofidis, Solutions Crédits COF | Cofidis, Solutions Crédits COF |
| ------------------------------ | ------------------------------ | ------------------------------ |
| Núm                            | Ciclista                       | Pos                            |
| 151                            | Christophe Laporte (FRA)       | DNF-8                          |
| 152                            | Natnael Berhane (ERI) (ruta)   | 86è                            |
| 153                            | Nicolas Edet (FRA)             | DNF-6                          |
| 154                            | Jesús Herrada López (ESP)      | 20è                            |
| 155                            | Anthony Perez (FRA)            | 87è                            |
| 156                            | Pierre-Luc Périchon (FRA)      | 57è                            |
| 157                            | Stéphane Rossetto (FRA)        | 100è                           |
| 158                            | Julien Simon (FRA)             | 108è                           |

| Lotto-Soudal LTS | Lotto-Soudal LTS      | Lotto-Soudal LTS |
| ---------------- | --------------------- | ---------------- |
| Núm              | Ciclista              | Pos              |
| 161              | Caleb Ewan (AUS)      | 132è             |
| 162              | Tiesj Benoot (BEL)    | 59è              |
| 163              | Jasper De Buyst (BEL) | 118è             |
| 164              | Thomas De Gendt (BEL) | 60è              |
| 165              | Jens Keukeleire (BEL) | 98è              |
| 166              | Roger Kluge (GER)     | 150è             |
| 167              | Maxime Monfort (BEL)  | 142è             |
| 168              | Tim Wellens (BEL)     | 94è              |

| Total Direct Énergie TDE | Total Direct Énergie TDE    | Total Direct Énergie TDE |
| ------------------------ | --------------------------- | ------------------------ |
| Núm                      | Ciclista                    | Pos                      |
| 171                      | Lilian Calmejane (FRA)      | 106è                     |
| 172                      | Niccolò Bonifazio (ITA)     | 137è                     |
| 173                      | Fabien Grellier (FRA)       | 121è                     |
| 174                      | Paul Ourselin (FRA)         | 95è                      |
| 175                      | Romain Sicard (FRA)         | 80è                      |
| 176                      | Rein Taaramäe (EST) (crono) | 66è                      |
| 177                      | Niki Terpstra (NED)         | DNF-11                   |
| 178                      | Anthony Turgis (FRA)        | 131è                     |

| Katusha-Alpecin TKA | Katusha-Alpecin TKA                 | Katusha-Alpecin TKA |
| ------------------- | ----------------------------------- | ------------------- |
| Núm                 | Ciclista                            | Pos                 |
| 181                 | Ilnur Zakarin (RUS)                 | 51è                 |
| 182                 | Jens Debusschere (BEL)              | 153è                |
| 183                 | Alex Dowsett (GBR) (crono)          | 151è                |
| 184                 | José Gonçalves Maciel (POR) (crono) | 128è                |
| 185                 | Marco Haller (AUT)                  | 148è                |
| 186                 | Nils Politt (GER)                   | 64è                 |
| 187                 | Mads Würtz Schmidt (DEN)            | 117è                |
| 188                 | Rick Zabel (GER)                    | NP-11               |

| Wanty-Gobert WGG | Wanty-Gobert WGG           | Wanty-Gobert WGG |
| ---------------- | -------------------------- | ---------------- |
| Núm              | Ciclista                   | Pos              |
| 191              | Guillaume Martin (FRA)     | 12è              |
| 192              | Frederik Backaert (BEL)    | 120è             |
| 193              | Aimé De Gendt (BEL)        | 136è             |
| 194              | Odd Christian Eiking (NOR) | 111è             |
| 195              | Xandro Meurisse (BEL)      | 21è              |
| 196              | Yoann Offredo (FRA)        | 154è             |
| 197              | Andrea Pasqualon (ITA)     | 88è              |
| 198              | Kévin Van Melsen (BEL)     | 138è             |

| Dimension Data TDD | Dimension Data TDD                | Dimension Data TDD |
| ------------------ | --------------------------------- | ------------------ |
| Núm                | Ciclista                          | Pos                |
| 201                | Edvald Boasson Hagen (NOR)        | 76è                |
| 202                | Lars Ytting Bak (DEN)             | 147è               |
| 203                | Steven Cummings (GBR)             | 129è               |
| 204                | Reinardt Janse van Rensburg (RSA) | 124è               |
| 205                | Benjamin King (USA)               | 62è                |
| 206                | Roman Kreuziger (CZE)             | 16è                |
| 207                | Giacomo Nizzolo (ITA)             | DNF-12             |
| 208                | Michael Valgren Andersen (DEN)    | 75è                |

| Arkéa-Samsic PCB | Arkéa-Samsic PCB            | Arkéa-Samsic PCB |
| ---------------- | --------------------------- | ---------------- |
| Núm              | Ciclista                    | Pos              |
| 211              | Warren Barguil (FRA) (ruta) | 10è              |
| 212              | Maxime Bouet (FRA)          | 74è              |
| 213              | Anthony Delaplace (FRA)     | 90è              |
| 214              | Élie Gesbert (FRA)          | 78è              |
| 215              | André Greipel (GER)         | 144è             |
| 216              | Kévin Ledanois (FRA)        | 103è             |
| 217              | Amaël Moinard (FRA)         | 92è              |
| 218              | Florian Vachon (FRA)        | 123è             |

| Team Ineos INS | Team Ineos INS                             | Team Ineos INS |
| -------------- | ------------------------------------------ | -------------- |
| Núm            | Ciclista                                   | Pos            |
| 1              | Geraint Thomas (GBR)                       | 2n             |
| 2              | Egan Bernal Gómez (COL)                    | 1r             |
| 3              | Jonathan Castroviejo Nicolás (ESP) (crono) | 50è            |
| 4              | Michał Kwiatkowski (POL)                   | 83è            |
| 5              | Gianni Moscon (ITA)                        | 84è            |
| 6              | Wout Poels (NED)                           | 26è            |
| 7              | Luke Rowe (GBR)                            | DQ-17          |
| 8              | Dylan van Baarle (NED)                     | 46è            |

| Bora-Hansgrohe BOH | Bora-Hansgrohe BOH                 | Bora-Hansgrohe BOH |
| ------------------ | ---------------------------------- | ------------------ |
| Núm                | Ciclista                           | Pos                |
| 11                 | Peter Sagan (SVK)                  | 82è                |
| 12                 | Emanuel Buchmann (GER)             | 4t                 |
| 13                 | Marcus Burghardt (GER)             | 141è               |
| 14                 | Patrick Konrad (AUT) (ruta)        | 35è                |
| 15                 | Gregor Mühlberger (AUT)            | 25è                |
| 16                 | Daniel Oss (ITA)                   | 89è                |
| 17                 | Lukas Pöstlberger (AUT)            | NP-18              |
| 18                 | Maximilian Schachmann (GER) (ruta) | NP-14              |

| Deceuninck-Quick Step DQT | Deceuninck-Quick Step DQT                    | Deceuninck-Quick Step DQT |
| ------------------------- | -------------------------------------------- | ------------------------- |
| Núm                       | Ciclista                                     | Pos                       |
| 21                        | Julian Alaphilippe (FRA)                     | 5è                        |
| 22                        | Kasper Asgreen (DEN) (crono)                 | 122è                      |
| 23                        | Dries Devenyns (BEL)                         | 97è                       |
| 24                        | Yves Lampaert (BEL)                          | 133è                      |
| 25                        | Enric Mas Nicolau (ESP)                      | 22è                       |
| 26                        | Michael Mørkøv (DEN) (ruta)                  | 152è                      |
| 27                        | Maximiliano Richeze Araquistain (ARG) (ruta) | 149è                      |
| 28                        | Elia Viviani (ITA)                           | 130è                      |

| AG2R La Mondiale ALM | AG2R La Mondiale ALM    | AG2R La Mondiale ALM |
| -------------------- | ----------------------- | -------------------- |
| Núm                  | Ciclista                | Pos                  |
| 31                   | Romain Bardet (FRA)     | 15è                  |
| 32                   | Mikaël Cherel (FRA)     | 34è                  |
| 33                   | Benoît Cosnefroy (FRA)  | 113è                 |
| 34                   | Mathias Frank (SUI)     | 48è                  |
| 35                   | Tony Gallopin (FRA)     | 56è                  |
| 36                   | Alexis Gougeard (FRA)   | 115è                 |
| 37                   | Oliver Naesen (BEL)     | 68è                  |
| 38                   | Alexis Vuillermoz (FRA) | 41è                  |

| Bahrain-Merida TBM | Bahrain-Merida TBM         | Bahrain-Merida TBM |
| ------------------ | -------------------------- | ------------------ |
| Núm                | Ciclista                   | Pos                |
| 41                 | Vincenzo Nibali (ITA)      | 39è                |
| 42                 | Damiano Caruso (ITA)       | 58è                |
| 43                 | Sonny Colbrelli (ITA)      | 85è                |
| 44                 | Rohan Dennis (AUS) (crono) | DNF-12             |
| 45                 | Iván García Cortina (ESP)  | 114è               |
| 46                 | Matej Mohorič (SLO)        | 119è               |
| 47                 | Dylan Teuns (BEL)          | 44è                |
| 48                 | Jan Tratnik (SLO)          | 93è                |

| Groupama-FDJ GFC | Groupama-FDJ GFC                   | Groupama-FDJ GFC |
| ---------------- | ---------------------------------- | ---------------- |
| Núm              | Ciclista                           | Pos              |
| 51               | Thibaut Pinot (FRA)                | DNF-19           |
| 52               | William Bonnet (FRA)               | 143è             |
| 53               | David Gaudu (FRA)                  | 13è              |
| 54               | Stefan Küng (SUI) (crono)          | 96è              |
| 55               | Mathieu Ladagnous (FRA)            | 126è             |
| 56               | Rudy Molard (FRA)                  | 33è              |
| 57               | Sébastien Reichenbach (SUI) (ruta) | 17è              |
| 58               | Anthony Roux (FRA)                 | 102è             |

| Movistar Team MOV | Movistar Team MOV                        | Movistar Team MOV |
| ----------------- | ---------------------------------------- | ----------------- |
| Núm               | Ciclista                                 | Pos               |
| 61                | Nairo Quintana Rojas (COL)               | 8è                |
| 62                | Alejandro Valverde Belmonte (ESP) (ruta) | 9è                |
| 63                | Andrey Amador Bikkazakova (CRC)          | 55è               |
| 64                | Imanol Erviti Ollo (ESP)                 | 99è               |
| 65                | Mikel Landa Meana (ESP)                  | 6è                |
| 66                | Nélson Oliveira (POR)                    | 79è               |
| 67                | Marc Soler i Giménez (ESP)               | 37è               |
| 68                | Carlos Verona Quintanilla (ESP)          | 105è              |

| Astana AST | Astana AST                            | Astana AST |
| ---------- | ------------------------------------- | ---------- |
| Núm        | Ciclista                              | Pos        |
| 71         | Jakob Fuglsang (DEN)                  | DNF-16     |
| 72         | Peio Bilbao López de Armentia (ESP)   | 54è        |
| 73         | Omar Fraile Matarranz (ESP)           | 71è        |
| 74         | Hugo Houle (CAN)                      | 91è        |
| 75         | Gorka Izagirre Insausti (ESP)         | 42è        |
| 76         | Aleksei Lutsenko (KAZ) (ruta i crono) | 19è        |
| 77         | Magnus Cort Nielsen (DEN)             | 104è       |
| 78         | Luis León Sánchez Gil (ESP)           | NP-17      |

| Team Jumbo-Visma TJV | Team Jumbo-Visma TJV               | Team Jumbo-Visma TJV |
| -------------------- | ---------------------------------- | -------------------- |
| Núm                  | Ciclista                           | Pos                  |
| 81                   | Steven Kruijswijk (NED)            | 3r                   |
| 82                   | George Bennett (NZL)               | 24è                  |
| 83                   | Laurens De Plus (BEL)              | 23è                  |
| 84                   | Dylan Groenewegen (NED)            | 145è                 |
| 85                   | Amund Grøndahl Jansen (NOR) (ruta) | 140è                 |
| 86                   | Tony Martin (GER) (crono)          | DQ-17                |
| 87                   | Mike Teunissen (NED)               | 101è                 |
| 88                   | Wout van Aert (BEL) (crono)        | DNF-13               |

| EF Education First EF1 | EF Education First EF1    | EF Education First EF1 |
| ---------------------- | ------------------------- | ---------------------- |
| Núm                    | Ciclista                  | Pos                    |
| 91                     | Rigoberto Urán (COL)      | 7è                     |
| 92                     | Alberto Bettiol (ITA)     | 69è                    |
| 93                     | Simon Clarke (AUS)        | 61è                    |
| 94                     | Tanel Kangert (EST)       | 27è                    |
| 95                     | Sebastian Langeveld (NED) | 155è                   |
| 96                     | Thomas Scully (NZL)       | 135è                   |
| 97                     | Tejay van Garderen (USA)  | NP-8                   |
| 98                     | Michael Woods (CAN)       | 32è                    |

| Mitchelton-Scott MTS | Mitchelton-Scott MTS             | Mitchelton-Scott MTS |
| -------------------- | -------------------------------- | -------------------- |
| Núm                  | Ciclista                         | Pos                  |
| 101                  | Adam Yates (GBR)                 | 29è                  |
| 102                  | Luke Durbridge (AUS) (crono)     | 109è                 |
| 103                  | Jack Haig (AUS)                  | 38è                  |
| 104                  | Michael Hepburn (AUS)            | 146è                 |
| 105                  | Daryl Impey (RSA) (ruta i crono) | 72è                  |
| 106                  | Christopher Juul-Jensen (DEN)    | 112è                 |
| 107                  | Matteo Trentin (ITA) (ruta)      | 52è                  |
| 108                  | Simon Yates (GBR)                | 49è                  |

| CCC Team CCC | CCC Team CCC                | CCC Team CCC |
| ------------ | --------------------------- | ------------ |
| Núm          | Ciclista                    | Pos          |
| 111          | Greg Van Avermaet (BEL)     | 36è          |
| 112          | Patrick Bevin (NZL) (crono) | NP-6         |
| 113          | Alessandro De Marchi (ITA)  | DNF-9        |
| 114          | Simon Geschke (GER)         | 63è          |
| 115          | Serge Pauwels (BEL)         | 77è          |
| 116          | Joey Rosskopf (USA)         | 73è          |
| 117          | Michael Schär (SUI)         | 70è          |
| 118          | Łukasz Wiśniowski (POL)     | 127è         |

| UAE Team Emirates UAD | UAE Team Emirates UAD            | UAE Team Emirates UAD |
| --------------------- | -------------------------------- | --------------------- |
| Núm                   | Ciclista                         | Pos                   |
| 121                   | Daniel Martin (IRL)              | 18è                   |
| 122                   | Fabio Aru (ITA)                  | 14è                   |
| 123                   | Sven Erik Bystrøm (NOR)          | 110è                  |
| 124                   | Rui Alberto Faria da Costa (POR) | 53è                   |
| 125                   | Sergio Henao Montoya (COL)       | 47è                   |
| 126                   | Alexander Kristoff (NOR)         | 139è                  |
| 127                   | Vegard Stake Laengen (NOR)       | 107è                  |
| 128                   | Jasper Philipsen (BEL)           | NP-12                 |

| Trek-Segafredo TFS | Trek-Segafredo TFS         | Trek-Segafredo TFS |
| ------------------ | -------------------------- | ------------------ |
| Núm                | Ciclista                   | Pos                |
| 131                | Richie Porte (AUS)         | 11è                |
| 132                | Julien Bernard (FRA)       | 30è                |
| 133                | Giulio Ciccone (ITA)       | 31è                |
| 134                | Koen de Kort (NED)         | 125è               |
| 135                | Fabio Felline (ITA)        | 65è                |
| 136                | Bauke Mollema (NED)        | 28è                |
| 137                | Toms Skujiņš (LAT) (crono) | 81è                |
| 138                | Jasper Stuyven (BEL)       | 43è                |

| Team Sunweb SUN | Team Sunweb SUN            | Team Sunweb SUN |
| --------------- | -------------------------- | --------------- |
| Núm             | Ciclista                   | Pos             |
| 141             | Michael Matthews (AUS)     | 67è             |
| 142             | Nikias Arndt (GER)         | 116è            |
| 143             | Cees Bol (NED)             | NP-17           |
| 144             | Chad Haga (USA)            | 134è            |
| 145             | Lennard Kämna (GER)        | 40è             |
| 146             | Wilco Kelderman (NED)      | NP-16           |
| 147             | Søren Kragh Andersen (DEN) | NP-18           |
| 148             | Nicolas Roche (IRL)        | 45è             |

| Cofidis, Solutions Crédits COF | Cofidis, Solutions Crédits COF | Cofidis, Solutions Crédits COF |
| ------------------------------ | ------------------------------ | ------------------------------ |
| Núm                            | Ciclista                       | Pos                            |
| 151                            | Christophe Laporte (FRA)       | DNF-8                          |
| 152                            | Natnael Berhane (ERI) (ruta)   | 86è                            |
| 153                            | Nicolas Edet (FRA)             | DNF-6                          |
| 154                            | Jesús Herrada López (ESP)      | 20è                            |
| 155                            | Anthony Perez (FRA)            | 87è                            |
| 156                            | Pierre-Luc Périchon (FRA)      | 57è                            |
| 157                            | Stéphane Rossetto (FRA)        | 100è                           |
| 158                            | Julien Simon (FRA)             | 108è                           |

| Lotto-Soudal LTS | Lotto-Soudal LTS      | Lotto-Soudal LTS |
| ---------------- | --------------------- | ---------------- |
| Núm              | Ciclista              | Pos              |
| 161              | Caleb Ewan (AUS)      | 132è             |
| 162              | Tiesj Benoot (BEL)    | 59è              |
| 163              | Jasper De Buyst (BEL) | 118è             |
| 164              | Thomas De Gendt (BEL) | 60è              |
| 165              | Jens Keukeleire (BEL) | 98è              |
| 166              | Roger Kluge (GER)     | 150è             |
| 167              | Maxime Monfort (BEL)  | 142è             |
| 168              | Tim Wellens (BEL)     | 94è              |

| Total Direct Énergie TDE | Total Direct Énergie TDE    | Total Direct Énergie TDE |
| ------------------------ | --------------------------- | ------------------------ |
| Núm                      | Ciclista                    | Pos                      |
| 171                      | Lilian Calmejane (FRA)      | 106è                     |
| 172                      | Niccolò Bonifazio (ITA)     | 137è                     |
| 173                      | Fabien Grellier (FRA)       | 121è                     |
| 174                      | Paul Ourselin (FRA)         | 95è                      |
| 175                      | Romain Sicard (FRA)         | 80è                      |
| 176                      | Rein Taaramäe (EST) (crono) | 66è                      |
| 177                      | Niki Terpstra (NED)         | DNF-11                   |
| 178                      | Anthony Turgis (FRA)        | 131è                     |

| Katusha-Alpecin TKA | Katusha-Alpecin TKA                 | Katusha-Alpecin TKA |
| ------------------- | ----------------------------------- | ------------------- |
| Núm                 | Ciclista                            | Pos                 |
| 181                 | Ilnur Zakarin (RUS)                 | 51è                 |
| 182                 | Jens Debusschere (BEL)              | 153è                |
| 183                 | Alex Dowsett (GBR) (crono)          | 151è                |
| 184                 | José Gonçalves Maciel (POR) (crono) | 128è                |
| 185                 | Marco Haller (AUT)                  | 148è                |
| 186                 | Nils Politt (GER)                   | 64è                 |
| 187                 | Mads Würtz Schmidt (DEN)            | 117è                |
| 188                 | Rick Zabel (GER)                    | NP-11               |

| Wanty-Gobert WGG | Wanty-Gobert WGG           | Wanty-Gobert WGG |
| ---------------- | -------------------------- | ---------------- |
| Núm              | Ciclista                   | Pos              |
| 191              | Guillaume Martin (FRA)     | 12è              |
| 192              | Frederik Backaert (BEL)    | 120è             |
| 193              | Aimé De Gendt (BEL)        | 136è             |
| 194              | Odd Christian Eiking (NOR) | 111è             |
| 195              | Xandro Meurisse (BEL)      | 21è              |
| 196              | Yoann Offredo (FRA)        | 154è             |
| 197              | Andrea Pasqualon (ITA)     | 88è              |
| 198              | Kévin Van Melsen (BEL)     | 138è             |

| Dimension Data TDD | Dimension Data TDD                | Dimension Data TDD |
| ------------------ | --------------------------------- | ------------------ |
| Núm                | Ciclista                          | Pos                |
| 201                | Edvald Boasson Hagen (NOR)        | 76è                |
| 202                | Lars Ytting Bak (DEN)             | 147è               |
| 203                | Steven Cummings (GBR)             | 129è               |
| 204                | Reinardt Janse van Rensburg (RSA) | 124è               |
| 205                | Benjamin King (USA)               | 62è                |
| 206                | Roman Kreuziger (CZE)             | 16è                |
| 207                | Giacomo Nizzolo (ITA)             | DNF-12             |
| 208                | Michael Valgren Andersen (DEN)    | 75è                |

| Arkéa-Samsic PCB | Arkéa-Samsic PCB            | Arkéa-Samsic PCB |
| ---------------- | --------------------------- | ---------------- |
| Núm              | Ciclista                    | Pos              |
| 211              | Warren Barguil (FRA) (ruta) | 10è              |
| 212              | Maxime Bouet (FRA)          | 74è              |
| 213              | Anthony Delaplace (FRA)     | 90è              |
| 214              | Élie Gesbert (FRA)          | 78è              |
| 215              | André Greipel (GER)         | 144è             |
| 216              | Kévin Ledanois (FRA)        | 103è             |
| 217              | Amaël Moinard (FRA)         | 92è              |
| 218              | Florian Vachon (FRA)        | 123è             |